# 沃夫奇齊
51°45′29″N 26°4′52″E / 51.75806°N 26.08111°E
沃夫奇齊（烏克蘭語：Вовчиці），是烏克蘭西北部的村莊，隸屬里夫內州的瓦拉什區。該村始建於1561年，面積0.6平方公里，海拔高度142米，2001年人口648，人口密度每平方公里1,080人。